# 郝怀仁
郝怀仁（1905年—1990年4月17日），男，陕西安定人，中华人民共和国政治人物，曾任青海省对外贸易局局长，青海省政协副主席。